# Dieter Klöcker
Dieter Klöcker (* 13. April 1936 in Wuppertal; † 21. Mai 2011 in Kirchzarten) war ein deutscher Klarinettist und Dirigent.

## Leben
Klöcker studierte bei Karl Kroll und später bei Jost Michaels an der Nordwestdeutschen Musikakademie in Detmold, wo er auch Hochschul-Preisträger war. Danach wirkte er neun Jahre als Soloklarinettist in vielen Orchestern und hat zahlreiche Produktionen als Solist in Rundfunk- und Sendeanstalten absolviert, er trat bei Konzertreisen in Europa und Übersee auf.
Er spielte Klarinettenkonzerte u. a. von Wolfgang Amadeus Mozart, Carl Maria von Weber, Louis Spohr, Felix Mendelssohn Bartholdy, Bernhard Crusell sowie frühromantisch-klassizistische Werke von Heinrich Backofen in Konzerten und für Tonträger-Einspielungen und entdeckte die Musik vergessener Komponisten wie Jan Václav Kněžek und Carl Andreas Göpfert (von dem er 2008 drei Klarinettenkonzerte einspielte).
Als Pädagoge hatte er von 1975 bis 2001 eine Professur an der Staatlichen Hochschule für Musik Freiburg inne. Sein Nachfolger in dieser Position wurde Jörg Widmann. Er arbeitete als Musikforscher unter anderem über jüdische Musik, wurde zu internationalen Meisterkursen, Seminaren und Symposien berufen und war als Herausgeber tätig. Er hat in jahrzehntelanger Arbeit ein kammermusikalisches Archiv aufgebaut, welches die klassische Musik des 18. und 19. Jahrhunderts umfasst und sich auch selten gespielten Komponisten widmet.
Klöcker war Gründer (8. Februar 1962) und Leiter des Consortium Classicum, mit dem er viele Konzerte und Musikfestivals im In- und Ausland bestritt. Einspielungen machte er unter anderen bei EMI, cpo, Teldec, Columbia Records, Orfeo, MDG, Novalis und Koch-Schwann. Viele davon wurden mit Preisen wie dem Deutschen Schallplattenpreis, dem ‘Premio della Critica Discografica Italiana’ und der Wiener Flötenuhr ausgezeichnet. Ihn verband eine lange musikalische Zusammenarbeit und Freundschaft mit dem Pianisten Werner Genuit (1937–1997), den er seit der Kindheit in Wuppertal kannte.
Klöcker begann vor seinem Tod eine Biografie; diese blieb unvollendet. Er starb in Kirchzarten bei Freiburg.
Das Label MDG gibt zu seinen Ehren posthum eine Box mit 7 CDs heraus, die einen Überblick über sein Schaffen geben.

## Veröffentlichungen (Auswahl)
- Musikwissenschaftliche Untersuchungen mit Artikeln in diversen Fachzeitschriften über Ludwig van Beethoven, Antonio Casimir Cartellieri, Joseph Haydn, Franz Anton Hoffmeister, Giacomo Meyerbeer, Wolfgang Amadeus Mozart, Ignaz Pleyel und andere.
- Handbuch der Musikpädagogik, Bd. 3, Bärenreiter 1994 Die Klarinette
- Medizinische Probleme bei Instrumentalisten, Laaber Verlag 1995 Ursache und Wirkung
- Kongreßbericht 1997 des Forschungsinstituts für Instrumental- und Gesangspädagogik, Schott 1998 Fehlgeleitete Musikerpotentiale
- Konzertante Sinfonien, CD-Beiheft EMI 747 98 10 (CDF 671008), 1977/1995
- Consortium Classicum: Wolfgang Amadeus Mozart: Harmoniemusiken (3 CDs) – Die CD enthält Bearbeitungen aus Die Entführung aus dem Serail, Die Zauberflöte, La Clemenza di Tito, Die Hochzeit des Figaro und Don Giovanni.
- Consortium Classicum: Ludwig van Beethoven: Die komplette Kammermusik für Bläser (4 CDs, CPO) – Die CD enthält das Septett op. 20, Duos, Fidelio-Harmoniemusik (nach op. 72), Oktett in Es-Dur op. 103, Trio in C-Dur op. 87, Sextett in Es-Dur op. 71, sowie einige Werke ohne Opuszahlen.